# Ma Jian (politique)
Ma Jian, né en 1956, est un homme politique chinois membre du Parti communiste chinois.

## Biographie
Ma Jian est né dans la province chinoise du Jiangxi. Il a suivi ses études à la Southwest University of Political Science & Law (en) située à Chongqing.  
Vice-ministre de la sécurité d'État, Ma Jian était à la tête du contre-espionnage chinois, depuis 2006. Il centralisait et coordonnait les renseignements recueillis à l’étranger et en Chine concernant les dissidents du régime. Il était vice-président de la China Law Society (en) et membre de la 12e Conférence consultative politique du peuple chinois.
En janvier 2015, Ma Jian est placé en détention pour des faits de corruption. Le South China Morning Post, un quotidien de Hong Kong, mentionne une proximité entre Ma Jian et Ling Jihua, ancien chef de cabinet de Hu Jintao. De même, Ma Jian serait proche de Li You, dirigeant du Founder Technology Group  détenu par l'université de Pékin. Des opérations financières de cette entreprise auraient favorisé des membres de la famille de Ma Jian. Selon le Financial Time, la détention de Ma Jian serait aussi liée aux activités d'associés de Zhou Yongkang dans le Yunnan.
Les poursuites concernant nombre de politiciens chinois, dont Zhou Yongkang et Ma Jian, témoignent aussi de la consolidation du pouvoir de Xi Jinping, à la tête de l'État chinois depuis mars 2013.